# Établissements Poirier

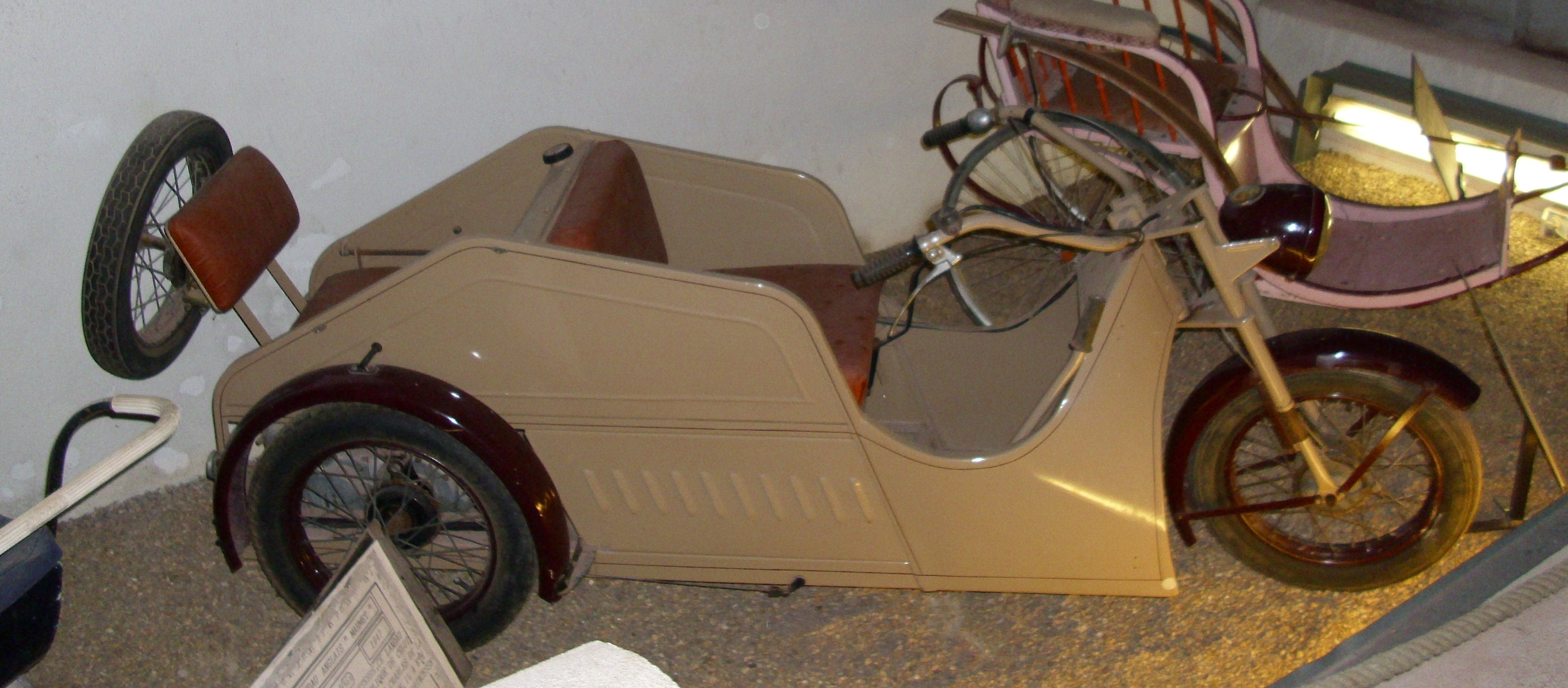
Poirier von 1953

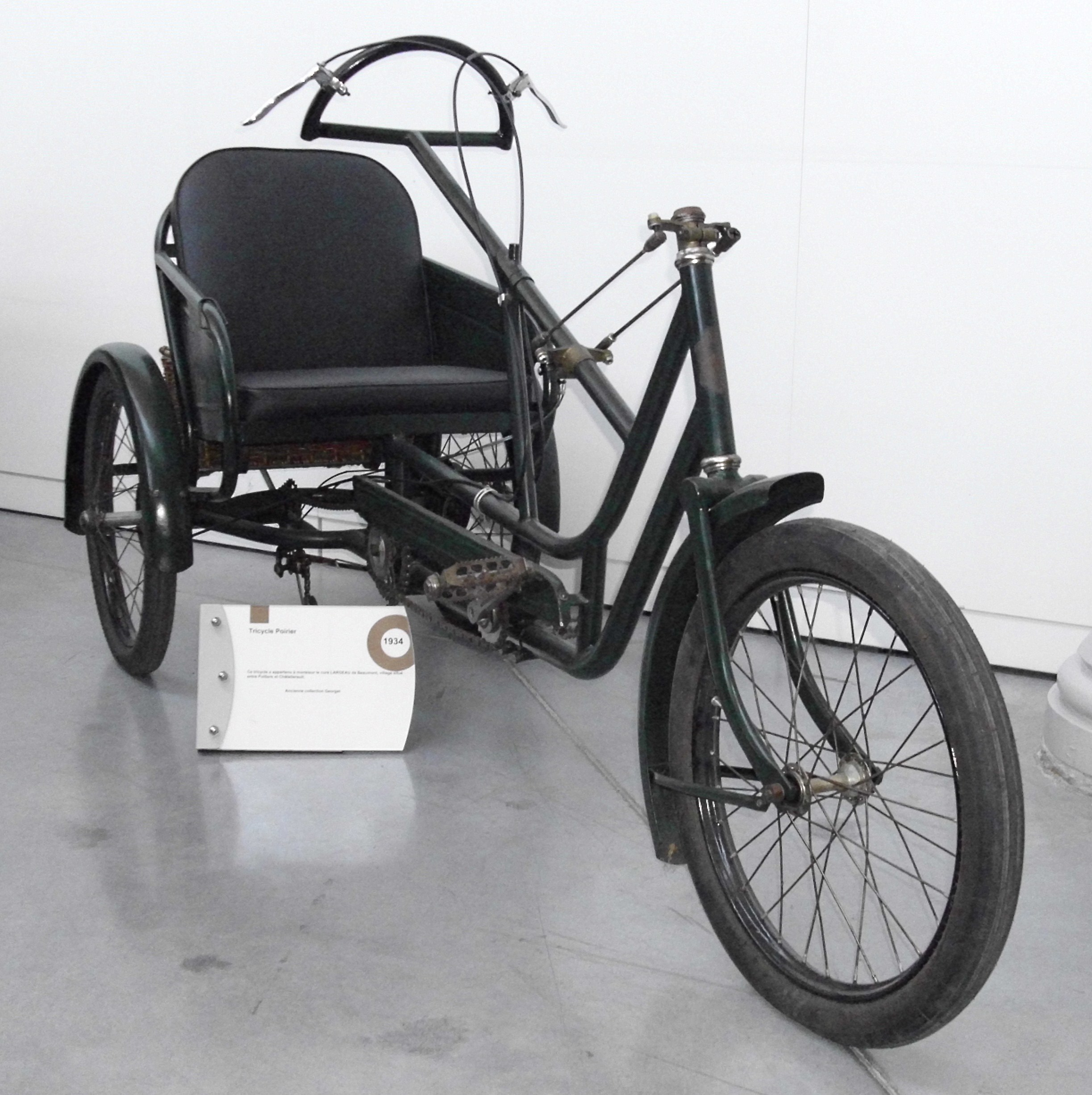
Auch ohne Motor erhältlich

Établissements G. Poirier war ein französisches Unternehmen im Bereich Mobilitätshilfsmittel und zeitweise Hersteller von Kraftfahrzeugen.

## Unternehmensgeschichte
Das Unternehmen aus Fondettes begann 1928 mit der Produktion von Mobilitätshilfsmitteln und Kraftfahrzeugen. Der Markenname lautete Poirier. 1958 endete die Automobilproduktion. In den 1980er Jahren erfolgte die Übernahme durch Invacare.

## Fahrzeuge
Die Fahrzeuge wurden für die besonderen Anforderungen von Körperbehinderten produziert. Zumeist handelte es sich um Dreiräder, bei denen sich das einzelne Rad vorne befand. Die Einbaumotoren mit 98 cm³ bis 125 cm³ Hubraum wurden unter anderem von Peugeot, Sachs und Ydral geliefert. Die Motoren waren unter dem Fahrersitz montiert und trieben die Hinterräder an. Es gab sowohl Einsitzer als auch Tandem-Zweisitzer.